# سلکتسیونویه (شهرستان سوقلوق)
سلکتسیونویه (به لاتین: Selektsionnoye) یک منطقهٔ مسکونی در قرقیزستان است که در شهرستان سوقلوق واقع شده‌است. سلکتسیونویه ۲٬۳۲۷ نفر جمعیت دارد و ۸۲۵ متر بالاتر از سطح دریا واقع شده‌است.